# Proserpinus clarkiae
Proserpinus clarkiae is een vlinder uit de familie van de pijlstaarten (Sphingidae). De wetenschappelijke naam van de soort werd in 1852 gepubliceerd door Jean Baptiste Boisduval.